# The Gypsy Queens
The Gypsy Queens è un gruppo pop francese, originario di Nizza e prodotto dalla London Records (Universal Music Group).
La band è nata quando due artista di strada — Didier Casnati e Philip Jones — decisero di unirsi del 2000, prima di espandersi per diventare un quintetto, entro l’anno 2007. La formazione si è evoluta costantemente, con l’unica presenza costante del fondatore e cantante solista Didier "Didi" Casnati che, inoltre, rappresenta la band.
La line-up internazionale propone un ampio repertorio di cover multilingue, con un ricco stile vocale assimilabile a gruppi come The Beach Boys o The Beatles.
Seppur il gruppo abbia pubblicato con successo degli album nel 2012 e 2014, si tratta prima di tutto e principalmente di una band che si esibisce regolarmente e che in genere suona in oltre 120 eventi privati all’anno. Vennero "scoperti" da artisti del calibro di Elton John e politici come Nicolas Sarkozy durante l’esibizione nel famoso ristorante di Nizza, "La Petite Maison", e da allora sono stati i pilastri del circuito delle feste private dei ricchi e dei famosi. Il fondatore Didier Casnati dichiara "siamo la band più famosa della quale non avete mai sentito parlare".

## Storia

### Origini e membri
I membri fondatori Didier Casnati (di Varese) e Philip Jones (di Los Angeles) si incontrarono durante una esibizione di strada nel mercato dei fiori di Nizza .
Entro il 2007 il gruppo si è espanso raggiungendo i 5 membri e, sebbene nuovi membri si siano succeduti nel corso del tempo, da quel momento in poi il gruppo è rimasto un quintetto.
Nel 2011, quando la band firmò con la London Records, parte del Universal Music Group, la formazione consisteva in:
- Didier Casnati (Italia), Cantante principale e front man
- Jason King (Gran Bretagna), Contrabbasso
- Anders Klunderud (Norvegia), Chitarra
- Jay Metcalf (Stati Uniti), Sassofono
- Manuel Polin (Messico), Batteria

L’attuale formazione comprende:
- Didier Casnati (Italia), Cantante principale e front man
- Liam Hornsby, Batteria
- Geronimo Ribas, Chitarra
- Joan Chavez, Contrabbasso
- Tyler Gasek, Sassofono

La band suona un repertorio internazionale di versioni cover di pop acustico e tutti i membri cantano, cosa che gli conferisce uno stile che i critici paragonano a quello de The Beach Boys e The Beatles.

### Apparizioni degne di nota
The Gypsy Queens hanno interpretato il ruolo dei The Plastic People of the Universe nella commedia di Tom Stoppard Rock 'n' Roll, dal 26 settembre 2008, al  23 ottobre 2008, nel Teatro Nazionale di Nizza . I ruoli principali della commedia furono interpretati da Pierre Vaneck e Maruschka Detmers.
The Gypsy Queens si sono esibiti al Glastonbury Festival e al Isle of Wight Festival del 2013.
Durante le feste e gli eventi privati, il gruppo si è esibito davanti a personalità del calibro di Elton John, Rod Stewart, Principe William, Principe Harry, Nicolas Sarkozy, Alberto II di Monaco, Bono, Mélanie Laurent, David Hasselhoff, Giorgio Armani,, Kevin Spacey, Bill Murray, Huey Lewis, Richard E. Grant, Jude Law, Robert de Niro, Chris Martin, David Beckham, Quincy Jones, Lance Armstrong, R.E.M., e Theo Fennell tra le molte altre celebrità e personaggi pubblici.

### 2012: album d'esordio
Dopo aver firmato un contratto discografico con la London Records, la band si registrò col nome The Gypsy Queens con il produttore discografico Larry Klein (che ha lavorato con Joni Mitchell, Herbie Hancock e Madeleine Peyroux) a Los Angeles, California, nell'aprile del 2012.
L’album include le canzoni "L'Americano", "Aicha", "Ventura Highway" e "Marrakesh Express". Presenta la voce di Madeleine Peyroux, Graham Nash, Gerry Beckley e Dewey Bunnell, così come Booker T. Jones al pianoforte.
L’album uscì il 2 November 2012 ed ha debuttato al numero 46 nella classifica degli album in Gran Bretagna.

### 2014: Lost in the Music
Dopo il successo del loro primo album, la band ha registrato Lost in the Music. Prodotto dal cantante principale Didier Casnati, venne registrato nei famosi RAK Studios di Londra e terminato a Los Angeles.
L’album include le canzoni "Do you St. Tropez", "Losing myself in the music", "Sunny" e "Parole, Parole". Presenta la voce di Ben Taylor e Hayley Westenra, ed è stato mixato dall’ingegnere del suono plurivincitore del Grammy Awards, Helik Hadar.

### 2020: Reminiscing with friends
A Febbraio 2020, The Gypsy Queens registrarono 2 singoli con il produttore Larry Klein allo studio The Village Studio di Los Angeles, I'm into Something Good, con il cantante originale del gruppo Herman's Hermits Peter Noone che rese la canzone famosa nella sua versione originale del 1965, e Buona Sera, come singoli dell'album Reminiscing with friends (Sonico Productions Ltd 2022).
La copertina del singolo fu fotografata dal famoso fotografo Marco Glaviano a Saint Barthélemy.
Nel 2022, la versione dei Gypsy Queens della canzone Tu vuò fà l'americano' e stata scelta per far parte della colonna sonora del film Netflix Love in the Villa - Innamorarsi a Verona (2020), dal regista Mark Steven Johnson.
Il 13 Ottobre 2023, I Gypsy Queens pubblicano un nuovo single: Buona sera Signorina con l'attore Americano Tony Danza. Il video clip, girato tra Nizza e New York, a come protagonista Tony Danza in duo con Didier Casnati, ed apparizioni di Nadia Farès, Michele Hicks et Joseph R. Gannascoli.
il 3 Novembre 2023, The Gypsy Queens pubblicano "Oh me, Oh my" con la stessa cantante Lulu Kennedy-Cairns, che rese famosa la canzone nel 1969.
Il gruppo stesso descrive gli album come "un costoso ma necessario biglietto da visita".

## Discografia

### Album in studio
| Titolo                  | Dettagli dell’album                                                                                                   | Posizionamento |
| Titolo                  | Dettagli dell’album                                                                                                   | UK             |
| ----------------------- | --- | -------------- |
| The Gypsy Queens        | - uscito: 2 Novembre 2012 - discografica: Universal Music Group, London Records - formati: CD, download digitale      | 46             |
| Lost in the Music       | - uscito: 23 Giugno 2014 - discografica: Universal Music Group, London Records - formati: CD, download digitale       |                |
| Rminiscing with Friends | - uscito: 17 Novembre 2023 - discografica: Universal Music Group, Sonico Productions Ltd - formati: download digitale | --             |

### Singoli
| Anno | Titolo | Posizionamento | Album                    |
| Anno | Titolo | UK             | Album                    |
| ---- | --- | -------------- | ------------------------ |
| 2012 | "L'americano" (con The Boys from Made in Chelsea (versione singolo) o Madeleine Peyroux (versione album)) | 53             | The Gypsy Queens         |
| 2014 | "Do you St Tropez" (con Hayley Westenra (versione singolo) o Ben Taylor (versione album))                 | --             | Lost in the Music        |
| 2020 | "(I'm into) Something Good" (con Peter Noone)                                                             | --             | Reminiscing with Friends |
| 2023 | "Buona Sera Signorina" (con Tony Danza)                                                                   | --             | Reminiscing with Friends |
| 2023 | "Oh me, Oh my" (con Lulu Kennedy-Cairns)                                                                  | --             | Reminiscing with Friends |
|      | |                |                          |

## Premi e nomination
| 2016 | Estrella de Oro Excelencia Professional | vinti |